# Lengyel–litván határ

Lengyelország és Litvánia határa

A lengyel–litván határ, amelyet Suwałki-folyosó néven is ismernek, 1990. március 11., Litvánia függetlenségének helyreállítása óta létezik. Előtte ugyanez a határ volt Lengyelország és a Litván Szovjet Szocialista Köztársaság között. A határ hossza 104 kilométer. A Lengyelország–Litvánia–Oroszország hármashatártól délkelet irányban halad a Fehéroroszország–Lengyelország–Litvánia hármashatárig.
Ez az egyetlen szárazföldi határ, ahol egy Európai Unió és NATO-tagállam balti ország egy olyan országgal szomszédos, amely nem tagja a Független Államok Közösségének.

## Története
A  jelenlegi lengyel–litván határ 1990. március 11., a litván függetlenség helyreállítása óta létezik. Előtte ugyanaz a volt a határ Lengyelország és a Litván Szovjet Szocialista Köztársaság között; a határt a második világháború végén állapították meg. 1918 és 1939 között más volt a határ a Második Lengyel Köztársaság és Litvánia között. Az 1919–20-as lengyel–litván háború után, 1922-től kezdve nem változott, és a hossza 521 km volt.
Lengyelország három felosztása idején a határ a Kongresszusi Lengyelország (Augustówi vajdaság) és az Orosz Birodalom litván területei (Kovnói kormányzóság és Vilnai kormányzóság) között húzódott. A lublini uniótól (1569) Lengyelország felosztásáig nem volt lengyel–litván határ, mivel a két ország egyetlen államot alkotott Két nemzet köztársasága néven.
A középkorban a Lengyel Királyság és a Litván Nagyfejedelemség határosak voltak.
Lengyelország és Litvánia 2007-ben a schengeni övezet része lett, ami azt jelentette, hogy 2007. decemberben megszűnt az útlevél-ellenőrzés a két ország határán

## Suwalki-folyosó
A NATO katonai biztonsági elemzői a határzónát Suwalki-folyosó néven ismerik (a közeli Suwałki városról), mivel ez egy nehezen védhető sík terület Fehéroroszország és Oroszország kalinyingrádi exklávéja között, amely a NATO-tag balti országokat köti össze Lengyelországgal és a NATO többi részével. Ez tükröződött abban a 2017-es NATO-hadgyakorlatban, amely első ízben összpontosított a folyosó megvédésére egy lehetséges orosz támadással szemben.

## Korábbi határátkelőhelyek

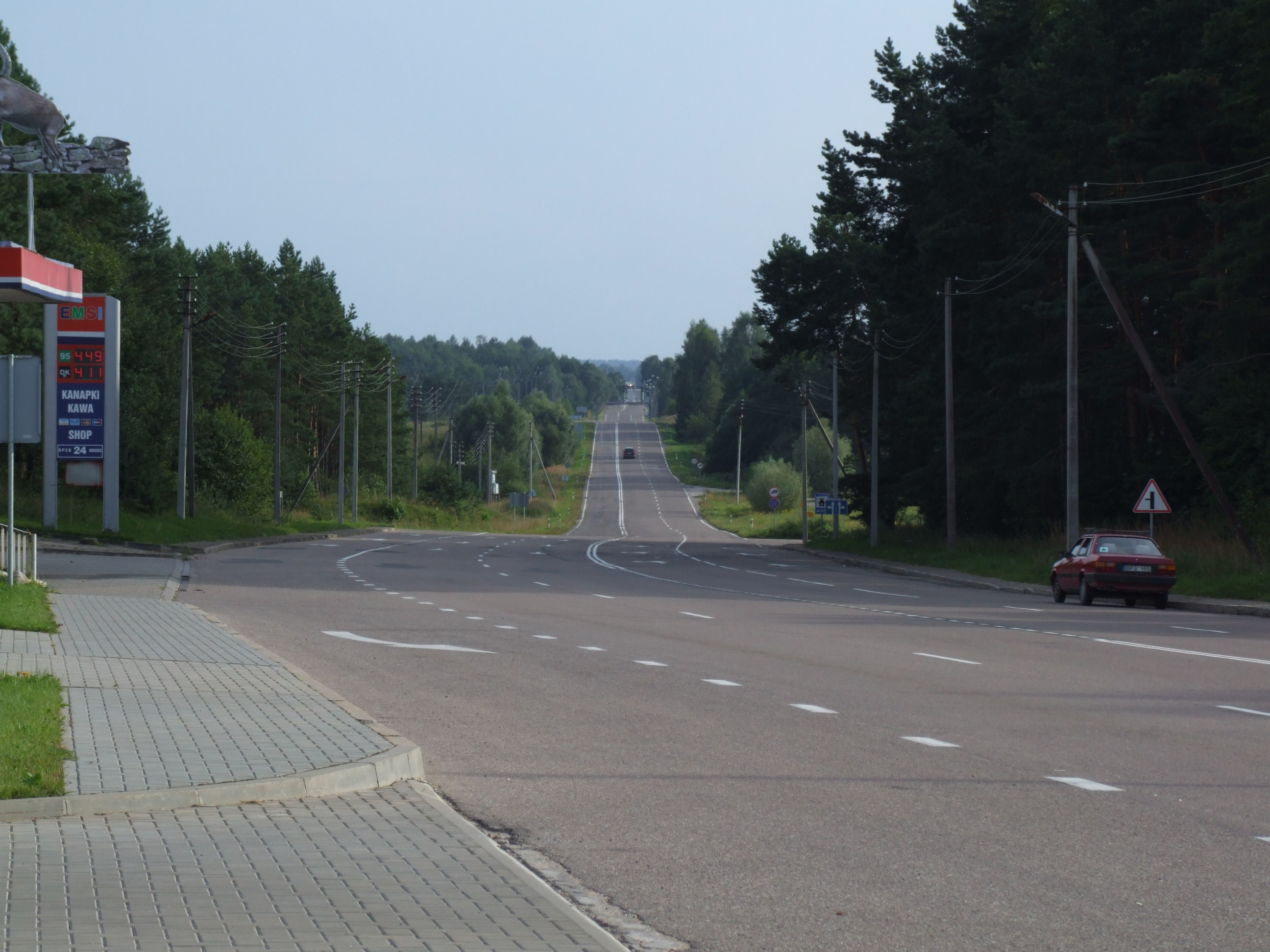
A volt Ogrodniki–Lazdijai határátkelőhely

1991–2007 között három közúti és egy vasúti határátkelőhely volt Lengyelország és Litvánia között.
2004. május 1-jén, amikor Lengyelország és Litvánia csatlakozott az Európai Unióhoz, a határ az EU belső határává vált. 2007. december 21-én Lengyelország és Litvánia csatlakozott a schengeni egyezményhez. Ezt követően a határátlépés egyszerűsödött; mindazonáltal alkalmanként vám- és rendőrségi ellenőrzésekre kerül sor a csempészet visszaszorítása érdekében.
Közúti határátkelőhelyek
- Budzisko(wd)–Kalvarija
- Ogrodniki(wd)–Lazdijai(wd)
- Berżniki(wd)–Kapčiamiestis

Vasúti határátkelőhely
- Trakiszki(wd)–Šeštokai(wd)

## Galéria

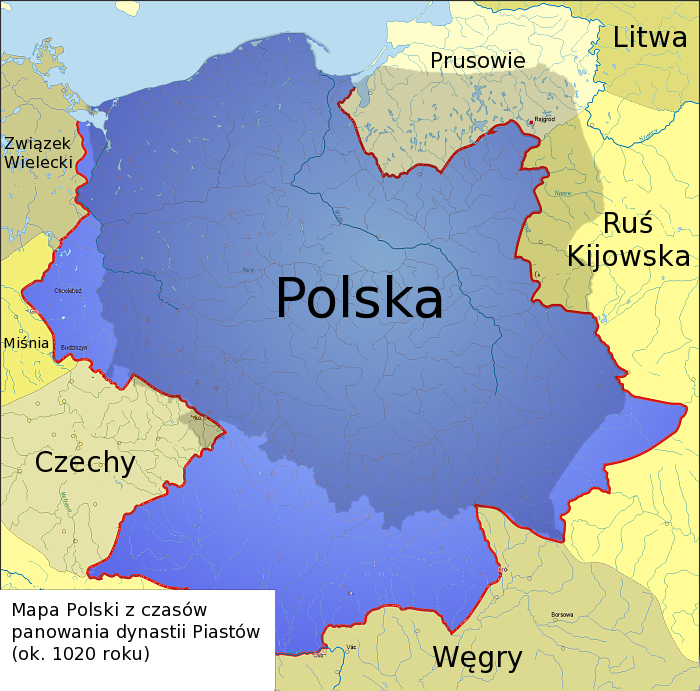
Lengyelország a 11. században: a lengyel és litván területek közé beékelődnek a Ó-Poroszország és a Kijevi Rusz területei
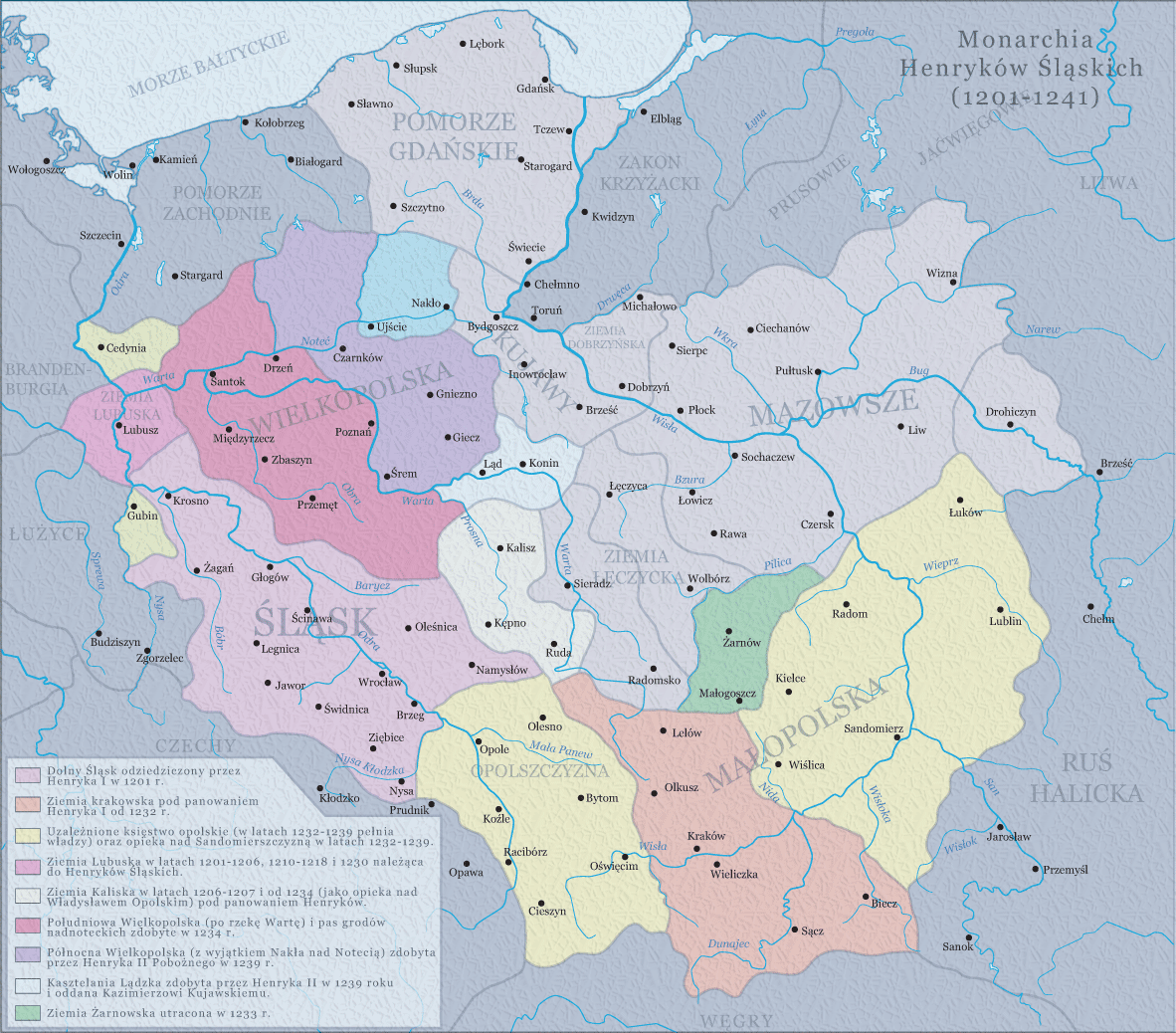
Lengyelország a 13. század elején, a Mazóviai Fejedelemség és Litvánia közötti határral
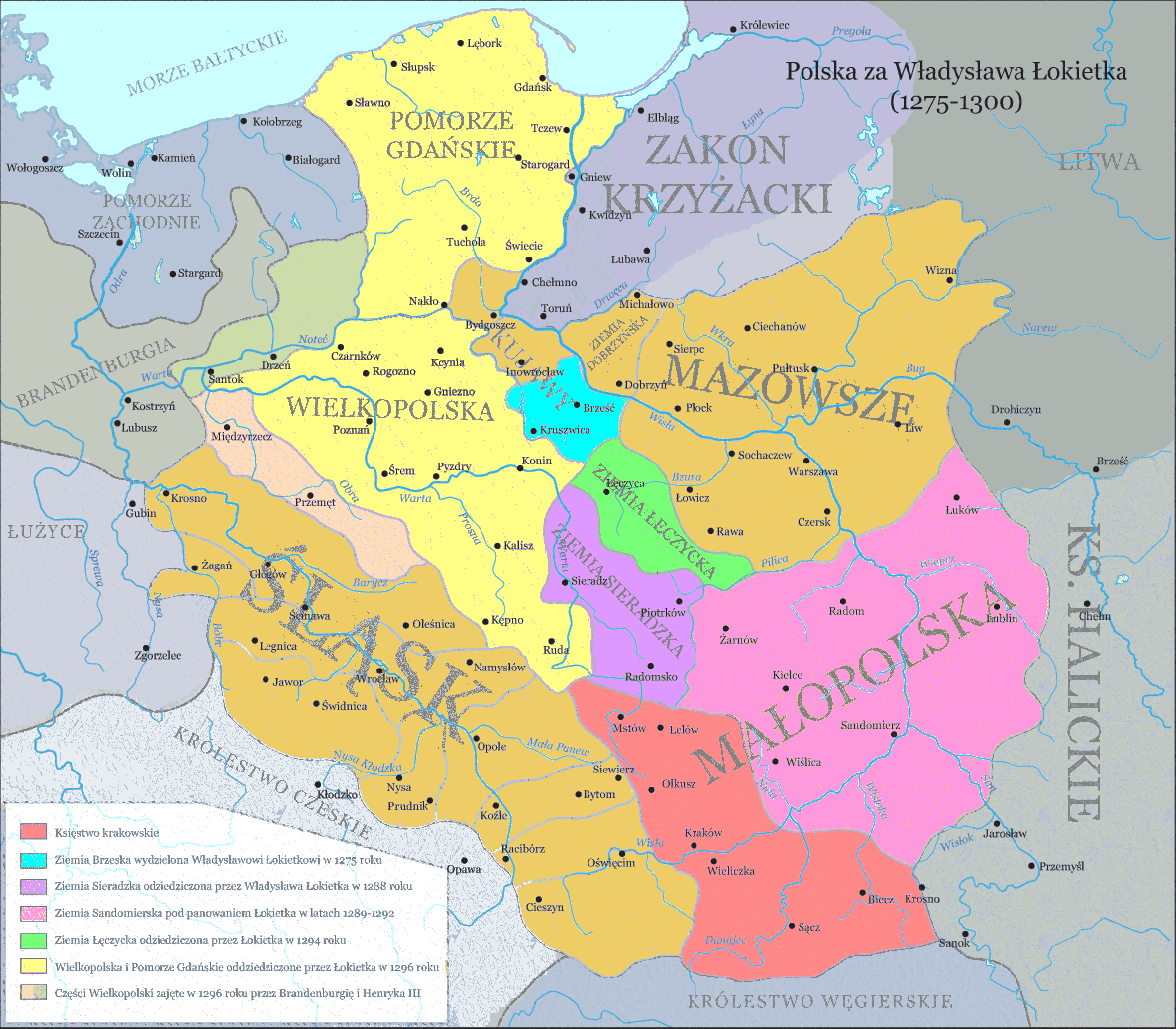
Lengyelország és Litvánia 1275–1300 között
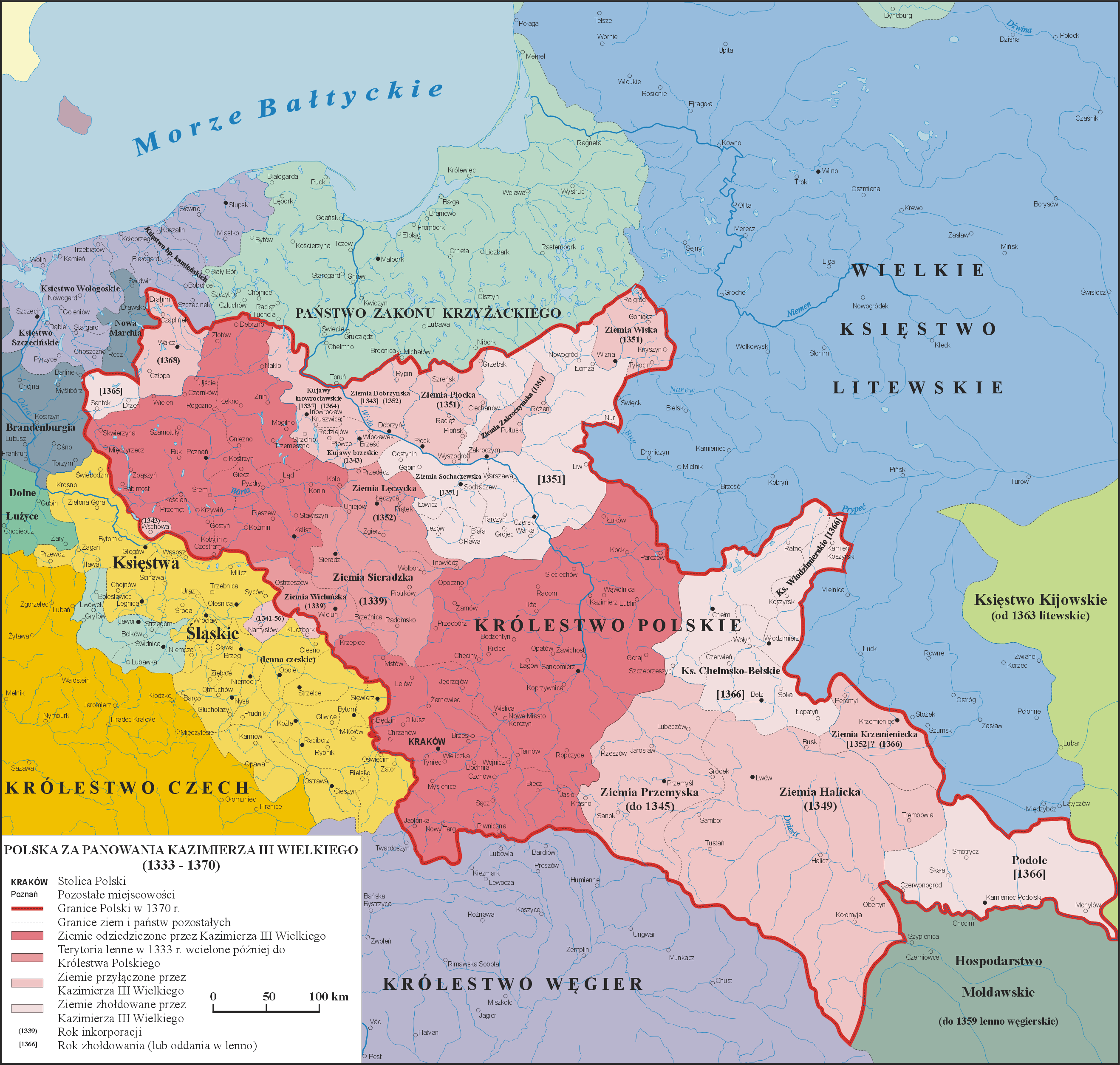
Lengyelország és Litvánia 1333–1370 között
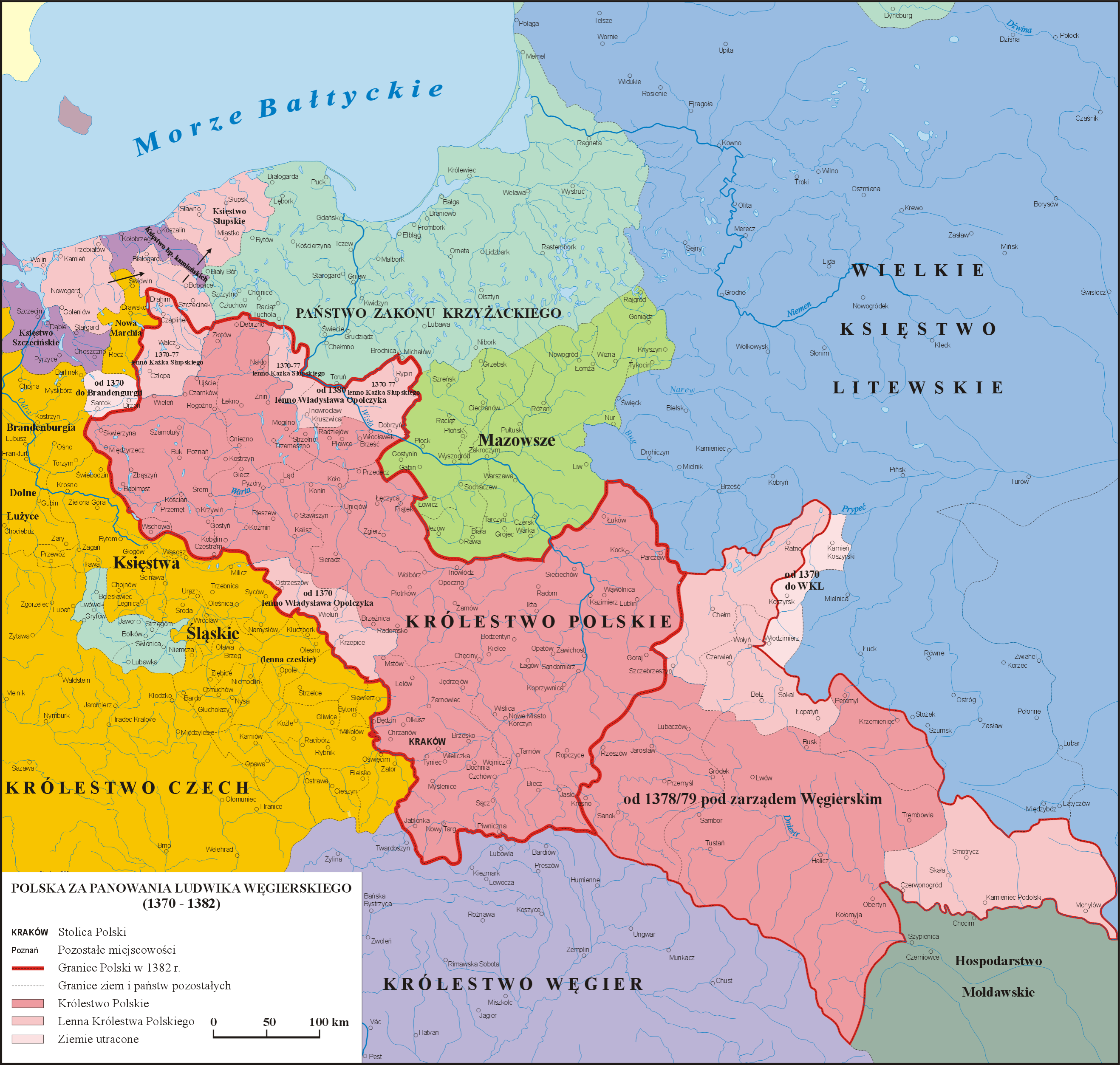
Lengyelország és Litvánia 1370–1382 között
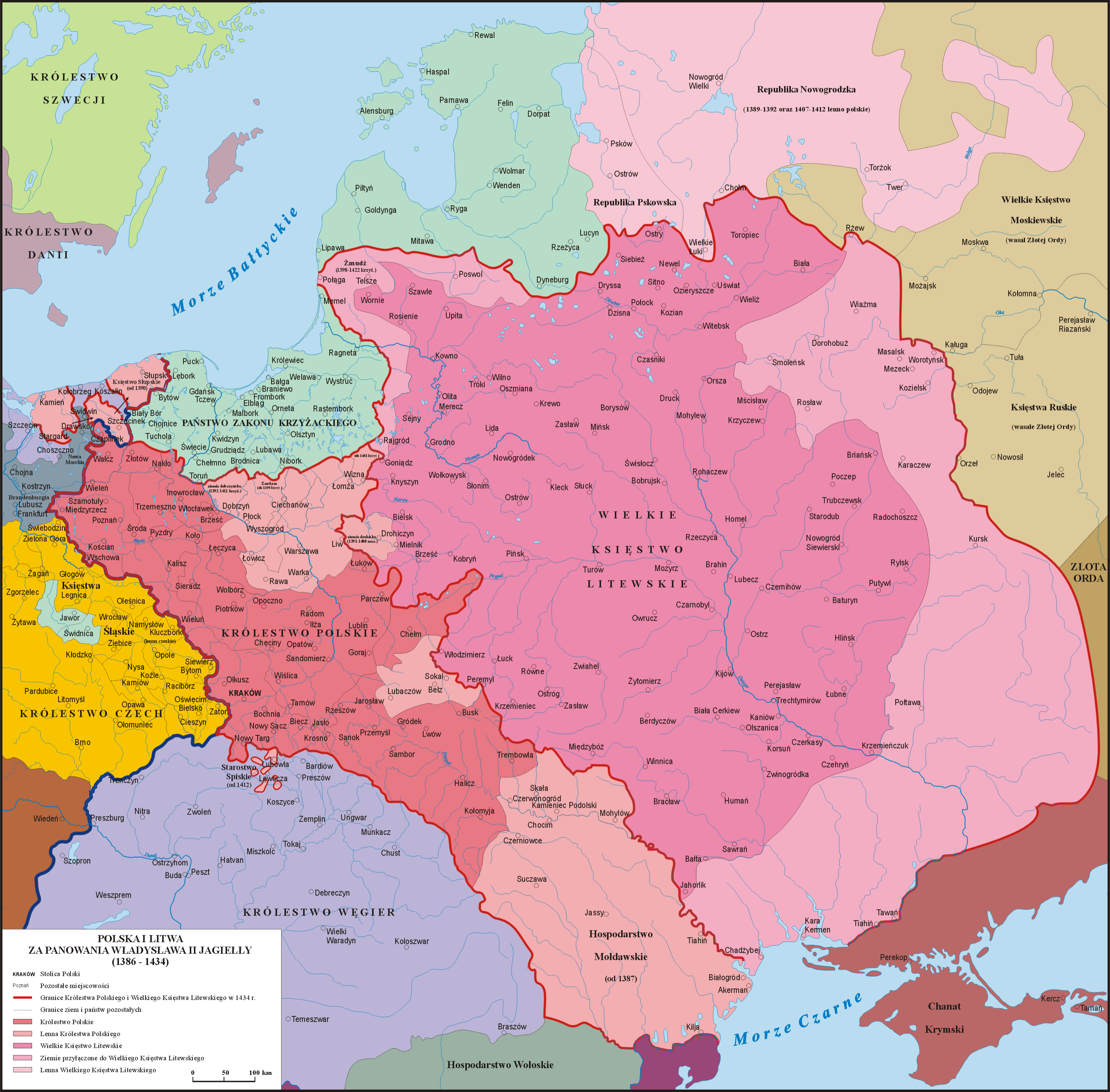
Lengyelország és Litvánia 1386–1434 között
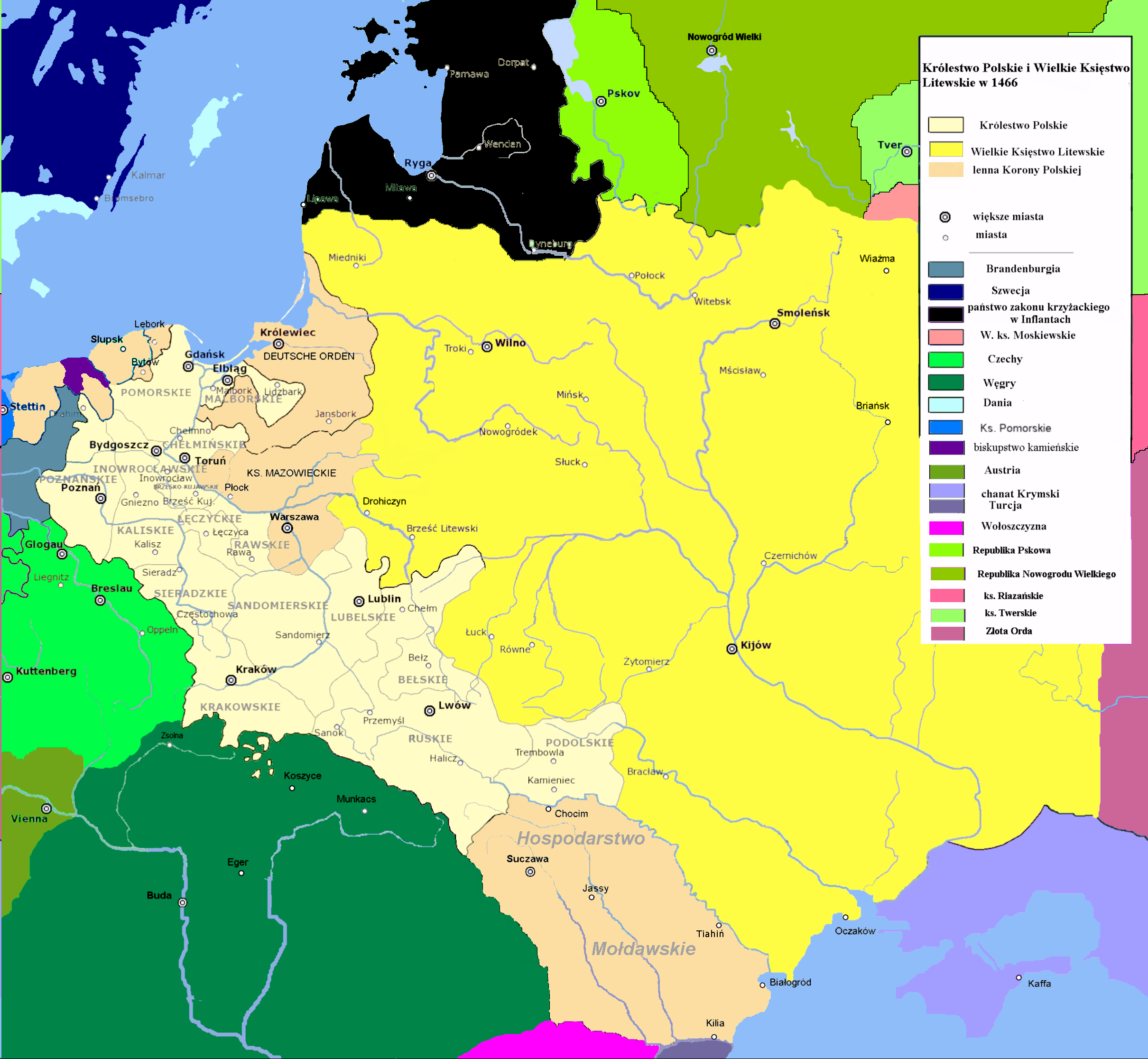
Lengyelország és Litvánia 1466 körül
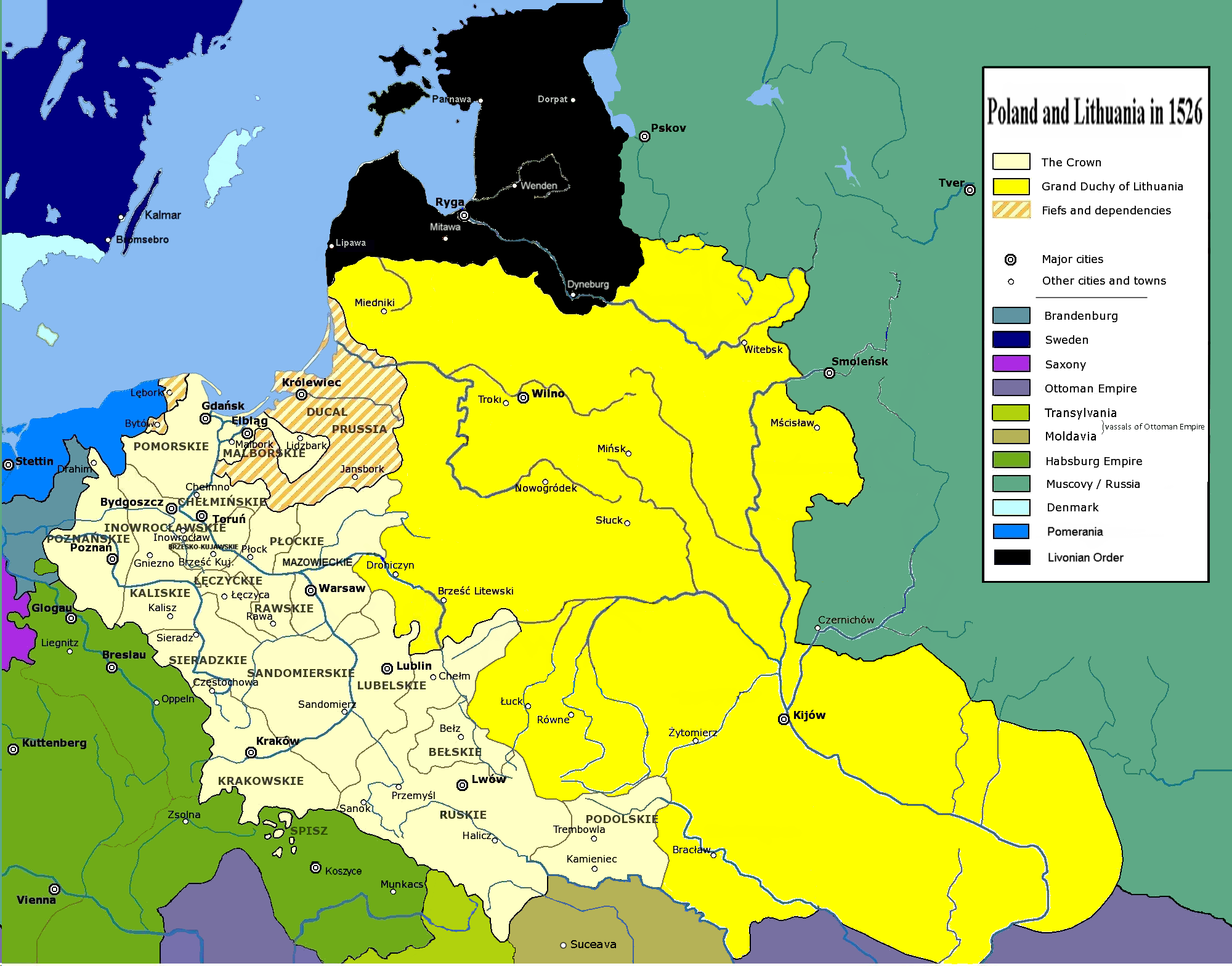
Lengyelország és Litvánia 1526 körül
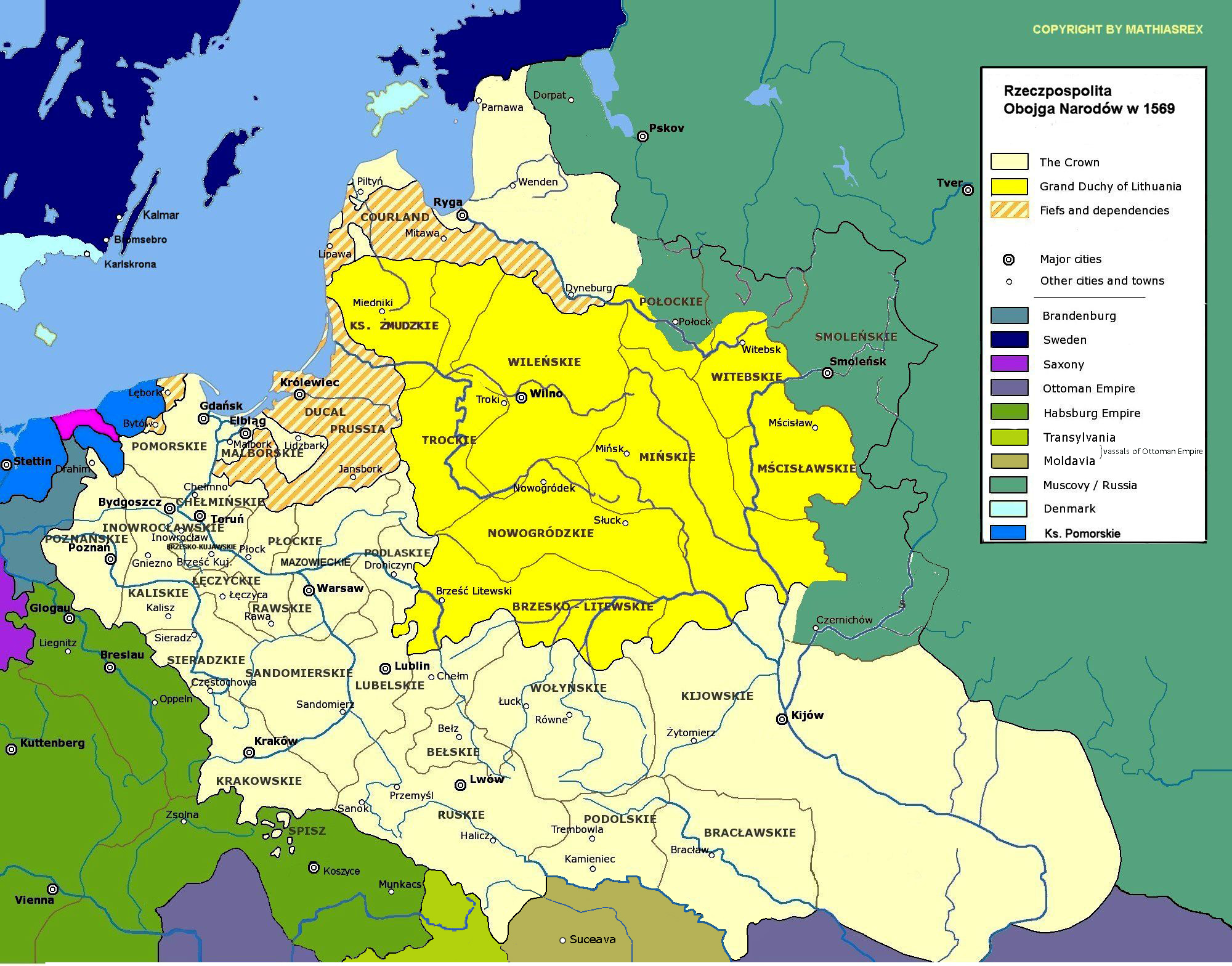
Az 1569-ben megalakult Két nemzet köztársasága(wd); az ukrán területek a lengyel korona fennhatósága alá kerültek
Litvánia 1867–1914 között, a lengyel-orosz határral (litván állam ekkor nem létezett)
Lengyel–litván határ 1918–1939 között

## Fordítás
Ez a szócikk részben vagy egészben  a   Lithuania–Poland border című angol Wikipédia-szócikk ezen változatának fordításán alapul.  Az eredeti cikk szerkesztőit annak laptörténete sorolja fel. Ez a jelzés csupán a megfogalmazás eredetét és a szerzői jogokat jelzi, nem szolgál a cikkben szereplő információk forrásmegjelöléseként.